# Nationalpark Usch
Der Nationalpark Usch (ukrainisch Ужанський національний природний парк Uschanskyj nazionalnyj pryrodnyj park) ist ein nach dem Fluss Usch benannter Nationalpark in der Ukraine. Er befindet sich im Rajon Welykyj Beresnyj in der Oblast Transkarpatien, an der Grenze zu Polen und der Slowakei. Der Park wurde am 5. August 1999 gegründet und hat eine Fläche von 391,593 km². Seit 2007 ist der Nationalpark Teil des Weltnaturerbes der UNESCO unter der Bezeichnung „Buchenurwälder und Alte Buchenwälder der Karpaten und anderer Regionen Europas“ sowie des Biosphärenreservats Ostkarpaten.

## Geschichte
Bereits 1908, als das heutige Transkarpatien noch zum Königreich Ungarn gehörte, wurde im oberen Tal der Stuschichanka ein Naturreservat (331,8 ha) etabliert, um die Buchenwaldlandschaft zu schützen. Zur gleichen Zeit wurde im oberen Tal der Usch ein Waldreservat (14,9 ha) geschaffen. Zwischen 1919 und 1938 gehörte das Gebiet zur Tschechoslowakei. Während dieser Zeit wurden beide Reservate erheblich vergrößert. Zusätzlich wurde um den Berg Jawirnik ein weiteres Reservat geschaffen. Nach dem Zweiten Weltkrieg wurde jeglicher Naturschutz in der Region aufgegeben und zudem massive Holzwirtschaft betrieben. Zur Zeiten der Sowjetunion wurde 1974 eine Waldschutzzone (2542 ha) gegründet. 1995 wurde diese Waldschutzzone zu einem Landschaftsschutzgebiet und 1999 schließlich zu einem Nationalpark aufgewertet.

## Geographie
Der Nationalpark befindet sich an den Tälern der Usch sowie deren Nebenflüssen in den westlichen Ausläufern der ukrainischen Karpaten. Die höchste Erhebung ist der Kinchyk Bukowskij (1251 m). Der Nationalpark besitzt vier Höhenzonen, welche sich durch Buchen- und Erlenwälder sowie in einer Höhe von über 1000 Metern durch Almwiesen auszeichnen. Das Klima ist gemäßigt mit einem jährlichen Niederschlag um 900 mm.

## Flora und Fauna
Es gibt über 1500 Pflanzenarten im Nationalpark. Etwa 22 davon sind endemisch. 52 Arten, darunter 23 Orchideenarten, stehen auf nationaler Ebene unter Schutz. An großen Säugetieren gibt es Rotwild, Wildschweine, Füchse und Dachse. Außerdem leben im Nationalpark 114 Vogelarten.

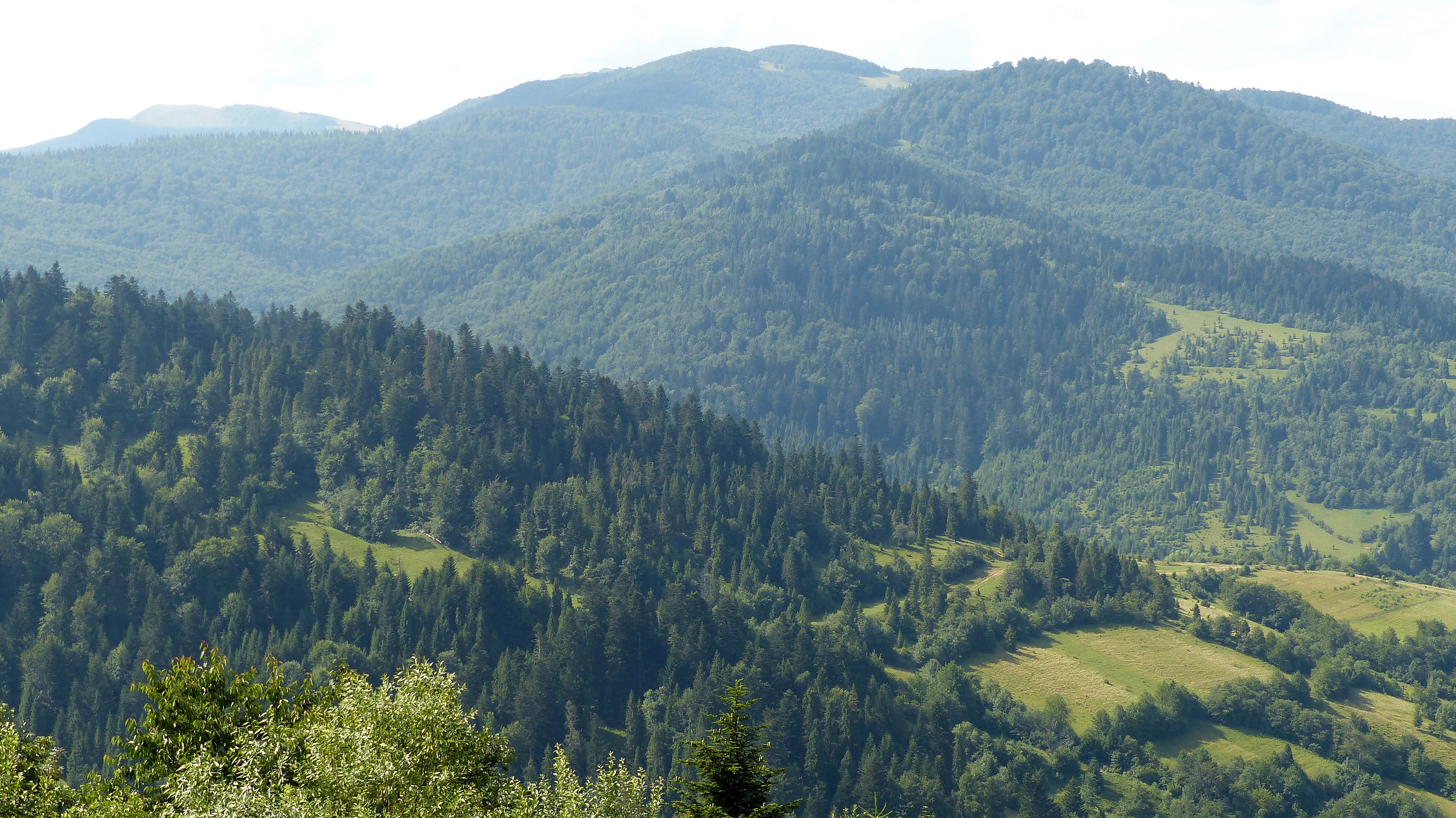
Berglandschaft im Nationalpark Usch
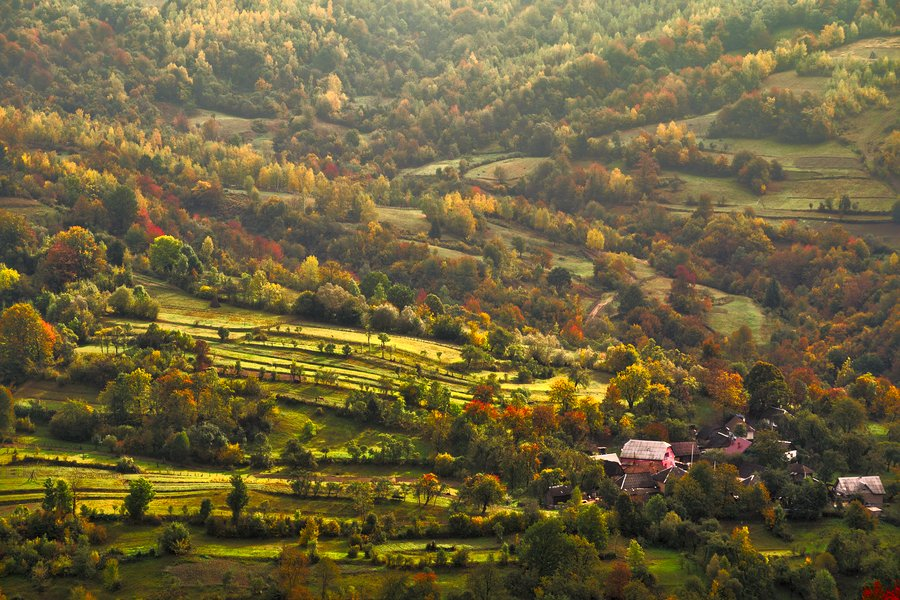
Natur- und Kulturlandschaft